# Skive-Løbet
La Skive-Løbet és una competició ciclista danesa d'un sol dia que es disputa als voltants de Skive. Creada el 1998, va ser una competició amateur fins al 2012. L'any següent va entrar al calendari de l'UCI Europa Tour. L'edició del 2020 va ser suspesa per culpa de la pandèmia de COVID-19.

## Palmarès
| Any  | Vencedor           | Segon                      | Tercer               |
| ---- | ------------------ | -------------------------- | -------------------- |
| 1998 | Jakob Piil         |                            |                      |
| 2002 | Jacob Nielsen      | Ari Højgaard               | Jan Jespersen        |
| 2003 | Jannik Skovlund    |                            |                      |
| 2005 | Morten Mikkelsen   | Christian Knørr            | Rune Udby            |
| 2006 | Michael Mørkøv     | Allan Bo Andresen          | Jacob Kodrup         |
| 2007 | Rune Udby          | Søren Pugdahl Pedersen     | Glenn Bak            |
| 2010 | Andreas Frisch     | Thomas Guldhammer          | Jesper Hansen        |
| 2011 | Guytan Lilholt     | Andreas Frisch             | Geir Inge Berg       |
| 2012 | Sebastian Lander   | Morten Øllegaard           | Andreas Landa        |
| 2013 | Patrick Clausen    | Remco Te Brake             | Gorik Gardeyn        |
| 2014 | Phil Bauhaus       | Alex Rasmussen             | Rasmus Guldhammer    |
| 2015 | Alexander Kamp     | Haavard Blikra             | Sondre Moen Hurum    |
| 2016 | Johim Ariesen      | Erik Lahm                  | Mads Würtz           |
| 2017 | Martin Toft Madsen | Troels Vinther             | Torkil Veyhe         |
| 2018 | Rasmus Bøgh Wallin | Andreas Stokbro            | Christoffer Lisson   |
| 2019 | Frederik Madsen    | Niklas Larsen              | Christoffer Lisson   |
| 2020 | suspesa            | suspesa                    | suspesa              |
| 2021 | Elmar Reinders     | Mads Østergaard Kristensen | Marcus Sander Hansen |